# Mady Camara
Mohamed Mady Camara (Conakry, 28 februari 1997) is een Guinees voetballer die doorgaans speelt als middenvelder. In juli 2024 verruilde hij Olympiakos voor PAOK Saloniki. Camara maakte in 2018 zijn debuut in het Guinees voetbalelftal.

## Clubcarrière
Camara speelde in zijn vaderland Guinee voor AS Kaloum en Santoba, waarna hij in mei 2015 op proef ging bij AC Ajaccio. Medio 2016 maakte Camara de definitieve overstap naar Frankrijk, waar hij voor twee jaar tekende bij Ajaccio. Zijn debuut maakte hij op 20 januari 2017, toen met 1–0 gewonnen werd van US Orléans door een doelpunt van Ryad Nouri. Camara begon op de bank, maar van coach Olivier Pantaloni mocht hij na negenenzestig minuten invallen voor Christophe Vincent.
In de zomer van 2018 maakte de Guinese middenvelder transfervrij de overstap naar Olympiakos, waar hij zijn handtekening zette onder een verbintenis voor de duur van vijf seizoenen. In februari 2021 werd dit contract opengebroken en met een jaar verlengd, tot medio 2024. In augustus 2022 huurde AS Roma hem voor de rest van het seizoen, met een optie tot koop. Na het aflopen van zijn verbintenis medio 2024 tekende Camara voor drie jaar bij PAOK Saloniki.

## Clubstatistieken
| Seizoen | Club          | Competitie   | Competitie | Competitie | Beker | Beker | Internationaal | Internationaal | Totaal | Totaal |
| Seizoen | Club          | Competitie   | Wed.       | Dlp.       | Wed.  | Dlp.  | Wed.           | Dlp.           | Wed.   | Dlp.   |
| ------- | ------------- | ------------ | ---------- | ---------- | ----- | ----- | -------------- | -------------- | ------ | ------ |
| 2016/17 | AC Ajaccio    | Ligue 2      | 18         | 2          | 1     | 0     | —              | —              | 19     | 2      |
| 2017/18 | AC Ajaccio    | Ligue 2      | 28         | 1          | 4     | 0     | —              | —              | 32     | 1      |
| 2018/19 | Olympiakos    | Super League | 24         | 6          | 2     | 0     | 10             | 0              | 36     | 6      |
| 2019/20 | Olympiakos    | Super League | 31         | 6          | 5     | 1     | 15             | 1              | 51     | 8      |
| 2020/21 | Olympiakos    | Super League | 31         | 3          | 5     | 0     | 10             | 1              | 46     | 4      |
| 2021/22 | Olympiakos    | Super League | 28         | 0          | 4     | 0     | 13             | 2              | 45     | 2      |
| 2022/23 | → AS Roma     | Serie A      | 15         | 0          | 0     | 0     | 6              | 0              | 21     | 0      |
| 2023/24 | Olympiakos    | Super League | 17         | 2          | 2     | 0     | 10             | 0              | 29     | 2      |
| 2024/25 | PAOK Saloniki | Super League | 0          | 0          | 0     | 0     | 0              | 0              | 0      | 0      |
| Totaal  | Totaal        | Totaal       | 192        | 20         | 23    | 1     | 64             | 4              | 279    | 25     |

Bijgewerkt op 22 juli 2024.

## Interlandcarrière
Camara maakte zijn debuut in het Guinees voetbalelftal op 9 september 2018, toen met 1–0 gewonnen werd van de Centraal-Afrikaanse Republiek door een doelpunt van Seydouba Soumah. Camara mocht van bondscoach Paul Put in de basis beginnen en hij speelde het gehele duel mee. De andere debutanten dit duel waren Ibrahim Koné (Pau FC), Ernest Seka (AS Nancy) en Ibrahima Cissé (Fulham). Op 11 november 2020 speelde Camara zijn vijftiende interland, tijdens een kwalificatiewedstrijd voor het AK 2021 tegen Tsjaad. Camara mocht in de basis beginnen en tekende een minuut voor rust voor het enige doelpunt van de wedstrijd.
| Interlands van Mady Camara voor Guinee | Interlands van Mady Camara voor Guinee | Interlands van Mady Camara voor Guinee | Interlands van Mady Camara voor Guinee | Interlands van Mady Camara voor Guinee | Interlands van Mady Camara voor Guinee | Interlands van Mady Camara voor Guinee |
| №                                      | Datum                                  | Wedstrijd                              | Uitslag                                | Competitie                             | Goals                                  |                                        |
| Als speler bij Olympiakos              | Als speler bij Olympiakos              | Als speler bij Olympiakos              | Als speler bij Olympiakos              | Als speler bij Olympiakos              | Als speler bij Olympiakos              | Als speler bij Olympiakos              |
| -------------------------------------- | -------------------------------------- | -------------------------------------- | -------------------------------------- | -------------------------------------- | -------------------------------------- | -------------------------------------- |
| 1                                      | 9 september 2018                       | Guinee – Centraal-Afrikaanse Republiek | 1 – 0                                  | AK 2019 kwalificatie                   |                                        |                                        |
| 2                                      | 12 oktober 2018                        | Guinee – Rwanda                        | 2 – 0                                  | AK 2019 kwalificatie                   |                                        |                                        |
| 3                                      | 16 oktober 2018                        | Rwanda – Guinee                        | 1 – 1                                  | AK 2019 kwalificatie                   |                                        |                                        |
| 4                                      | 18 november 2018                       | Guinee – Ivoorkust                     | 1 – 1                                  | AK 2019 kwalificatie                   |                                        |                                        |
| 5                                      | 24 maart 2019                          | Centraal-Afrikaanse Republiek – Guinee | 0 – 0                                  | AK 2019 kwalificatie                   |                                        |                                        |
| 6                                      | 7 juni 2019                            | Guinee – Gambia                        | 0 – 1                                  | Vriendschappelijk                      |                                        |                                        |
| 7                                      | 11 juni 2019                           | Guinee – Benin                         | 0 – 1                                  | Vriendschappelijk                      |                                        |                                        |
| 8                                      | 16 juni 2019                           | Egypte – Guinee                        | 3 – 1                                  | Vriendschappelijk                      |                                        |                                        |
| 9                                      | 22 juni 2019                           | Guinee – Madagaskar                    | 2 – 2                                  | AK 2019                                |                                        |                                        |
| 10                                     | 30 juni 2019                           | Burkina Faso – Guinee                  | 0 – 2                                  | AK 2019                                |                                        |                                        |
| 11                                     | 7 juli 2019                            | Algerije – Guinee                      | 3 – 0                                  | AK 2019                                |                                        |                                        |
| 12                                     | 14 november 2019                       | Mali – Guinee                          | 2 – 2                                  | AK 2021 kwalificatie                   |                                        |                                        |
| 13                                     | 17 november 2019                       | Guinee – Namibië                       | 2 – 0                                  | AK 2021 kwalificatie                   |                                        |                                        |
| 14                                     | 10 oktober 2020                        | Kaapverdië – Guinee                    | 1 – 2                                  | Vriendschappelijk                      |                                        |                                        |
| 15                                     | 11 november 2020                       | Guinee – Tsjaad                        | 1 – 0                                  | AK 2021 kwalificatie                   | 45'                                    |                                        |
| 16                                     | 15 november 2020                       | Tsjaad – Guinee                        | 1 – 1                                  | AK 2021 kwalificatie                   |                                        |                                        |
| 17                                     | 24 maart 2021                          | Guinee – Mali                          | 1 – 0                                  | AK 2021 kwalificatie                   |                                        |                                        |
| 18                                     | 1 september 2021                       | Guinee-Bissau – Guinee                 | 1 – 1                                  | WK 2022 kwalificatie                   |                                        |                                        |
| 19                                     | 6 oktober 2021                         | Soedan – Guinee                        | 1 – 1                                  | WK 2022 kwalificatie                   |                                        |                                        |
| 20                                     | 9 oktober 2021                         | Guinee – Soedan                        | 2 – 2                                  | WK 2022 kwalificatie                   |                                        |                                        |
| 21                                     | 12 oktober 2021                        | Guinee – Marokko                       | 1 – 4                                  | WK 2022 kwalificatie                   |                                        |                                        |

Bijgewerkt op 22 juli 2024.

## Erelijst
| Super League                  | 3 | 2019/20, 2020/21, 2021/22 |
| Kupello Ellados               | 1 | 2019/20                   |
| UEFA Europa Conference League | 1 | 2023/24                   |